# Objętość zalegająca

Podstawowe objętości i pojemności płuc.
Legenda
TLC – całkowita pojemność płuc
VC – pojemność życiowa
RV – objętość zalegająca
IC – pojemność wdechowa
FRC – czynnościowa pojemność zalegająca
IRV – objętość zapasowa wdechowa
TV – objętość oddechowa
ERV – objętość zapasowa wydechowa

Objętość zalegająca (ang. residual volume, RV) – objętość gazu oddechowego, jaka pozostaje w płucach po wykonaniu maksymalnego wydechu. Składa się z objętości zapadowej, która jest możliwa do usunięcia dopiero po otwarciu jam opłucnowych i zapadnięciu płuca, oraz objętości minimalnej (resztkowej), która nie opuszcza płuc nawet po ich zapadnięciu.
Objętości zalegającej nie da się oznaczyć podczas standardowego badania spirometrycznego. W tym celu wykorzystuje się metodę helową albo pletyzmografię całego ciała.
Obecność objętości resztkowej jest wykorzystywana w medycynie sądowej, aby stwierdzić, czy płód urodził się żywy lub martwy. Wykonanie pierwszego wdechu przez żywo urodzonego noworodka powoduje dostanie się powietrza do płuc. Podczas wykonywania badania sekcyjnego płuc dziecka, które urodziło się żywe, pływają one na powierzchni wody (dzieje się tak na skutek obecności objętości resztkowej), natomiast w przypadku przyjścia na świat martwego płodu – toną.